# Brain Dead
Brain Dead er en amerikansk film fra 1990 af Adam Simon.

## Medvirkende
- Bill Pullman som Dr. Rex Martin
- Bill Paxton som Jim Reston
- Bud Cort som Jack Halsey
- Nicholas Pryor som Ramsen / Ed Conklin
- Patricia Charbonneau som Dana Martin
- George Kennedy som Vance
- Brian Brophy som Ellis
- David Sinaiko som Berkovitch